# Filozofie jazyka
Filozofie jazyka je filozofické zkoumání jazyka, zejména vztahů mezi jazykem a myšlením a jazykem a skutečností. Tím se liší od jazykovědy, která se zabývá jazykem jako takovým a rozmanitostí jazyků, například složkami jazyka, jeho zvukovou (fonetika), lexikální (morfologie a sémantika), syntaktickou a pragmatickou stránkou, otázkami stylu a podobně.
Spojení filozofie jazyka se užívá v širším a užším smyslu:
- v širším slova smyslu znamená filozofickou disciplínu, která je téměř tak stará jako filozofie sama;
- v užším slova smyslu znamená dvě na sebe navazující filozofická hnutí 20. století, založená sice na evropském kontinentě, ale rozvíjená pak hlavně v anglosaské oblasti jako analytická filozofie; lze je zhruba charakterizovat jako:
  - filozofie ideálního jazyka, úzce související s logikou a vycházející hlavně z díla německého logika a filozofa Gottloba Frege;
  - filozofie normálního, empirického jazyka, inspirovaná hlavně pozdním dílem rakouského filozofa Ludwiga Wittgensteina. Zajímá ji především komunikační funkce jazyka a řeč jako druh jednání čili praxe.

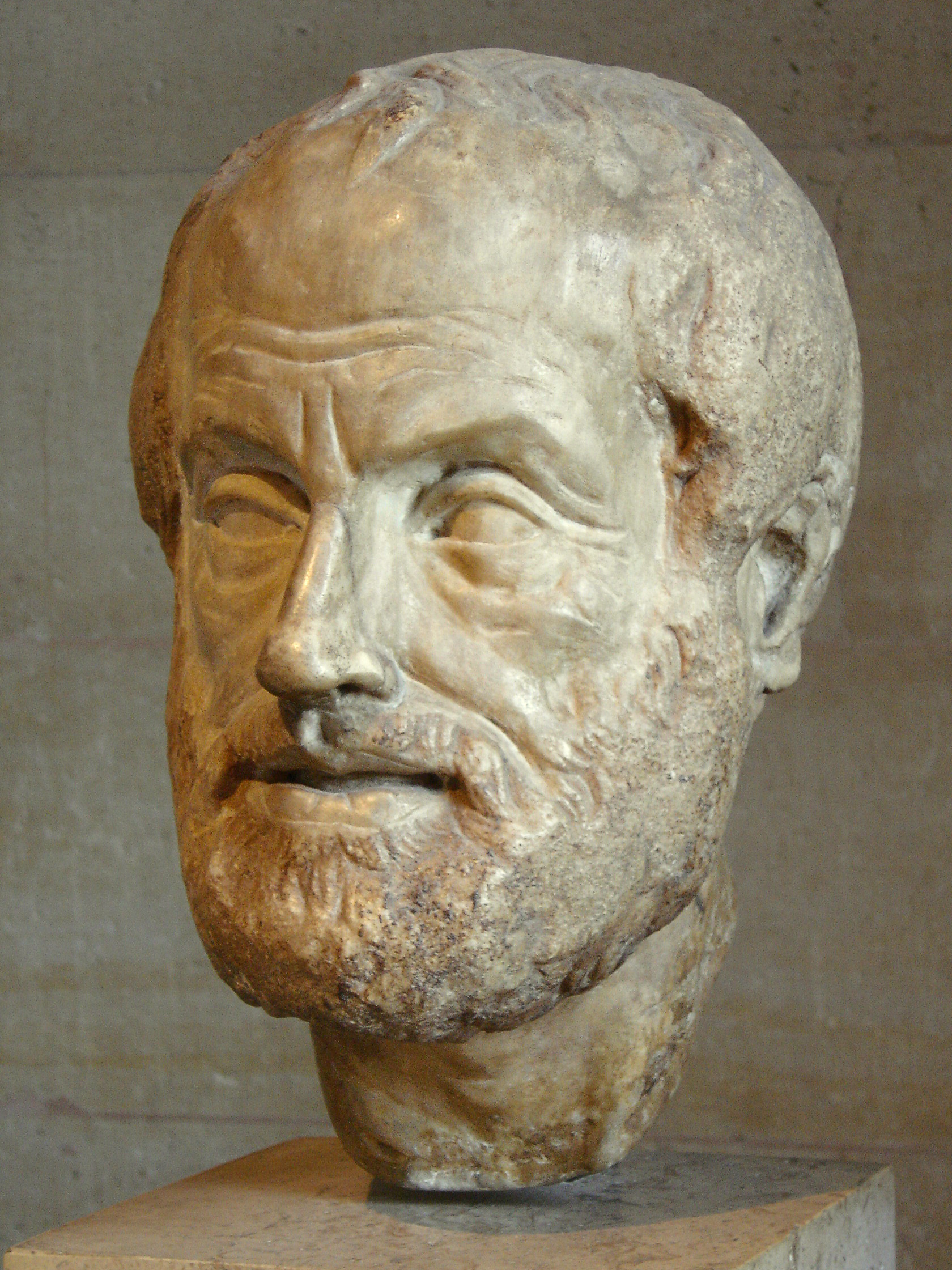
Aristotelés
(Římská kopie, Louvre)

## Jazyk ve filozofii
Zatímco v běžném životě slova jazyka prakticky splývají s věcmi a tématy, jež tato slova označují, filozofické zkoumání jazyka začíná, když si už starověcí myslitelé uvědomili rozdíl mezi slovem a skutečností. Jak to, že všechny nože, malé i velké, můžeme označit jedním slovem? Jak to, že témuž noži jiní říkají se stejnou samozřejmostí knife nebo Messer? Kde se vzaly tyto zvukové znaky a jak souvisejí s označovanou zkušeností?
Druhým důležitým tématem, jehož si všimli už indičtí myslitelé v 7. století př. n. l. (Jáska, Pánini), jsou různé pravidelnosti, například v ohýbání slov nebo ve stavbě vět. Na tento objev navázala starověká gramatika a později i lingvistika. Platón v dialogu Kratylos rozebírá otázku vzniku slov a vztah mezi zvukovým znakem a míněnou věcí a kritizuje představu, že by mohl být čistě konvenční. Aristotelés si všímá souvislostí mezi jazykem a myšlením: různé druhy slov (podstatná jména, slovesa atd.) odpovídají kategoriím myšlení a správné myšlení vyžaduje správnou řeč. Z této úvahy vyrůstá logika (od řeckého legein, mluvit), původně nauka o správné argumentaci v řeči. Stoikové vyřešili otázku vztahu slova (znaku) a věci vložením zprostředkujícího členu lektón, význam: slovo „nůž“ stejně jako slovo knife odkazuje k významu, který spojuje všechny nože. Některá seskupení slov mají a jiná nemají smysl; těm, která mají smysl, říkáme věty a některé druhy vět mohou být pravdivé nebo nepravdivé.
Scholastika se vyrovnávala s otázkami správné argumentace, výkladu a překladu textu. Důležité místo v evropské filozofii zaujímá staletý spor mezi realismem a nominalismem: označuje obecný výraz „člověk“ nějakou skutečnost, anebo je to jen název, slovo? Pierre Abélard narazil na problém různého označení: celek je totéž co dvě poloviny, výrazy se však nedají vždycky zaměnit. To souvisí s tím, že smysl slova je často určován souvislostmi, že slova mají více významů a dají se užívat buď ve vlastním, nebo v metaforickém významu. Ale i ve vlastním významu můžeme říci, že Karel je člověk, anebo také že „Karel“ má pět písmen; ve druhém případě míníme samo slovo „Karel“, což moderní lingvistika nazývá problémem jazyka a metajazyka. Také logika udělala ve středověku velké pokroky.

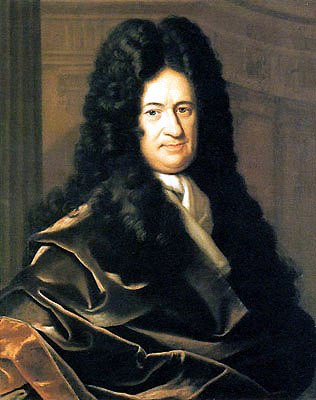
G. F. Leibniz
(B. C. Francke, kolem 1700)

Od 17. století se Evropané díky misionářům začali seznamovat s mimoevropskými jazyky, německý jezuita Athanasius Kircher (1602–1680) začal studovat egyptské hieroglyfy a čínské znakové písmo. Pod vlivem Descartova racionalismu tak vznikla myšlenka dokonalého univerzálního jazyka, který by překonal nahodilou rozmanitost přirozených jazyků. Této myšlence se pak věnoval také Jan Ámos Komenský (1592–1670) a zejména Gottfried Wilhelm Leibniz (1646–1716). Roku 1662 vydali Antoine Arnauld a Pierre Nicole v souvislosti s překladem Bible Logiku z Port-Royal, založenou na Descartově metodě a na matematice, která se pokusila o racionální a univerzální popis jazyka, nezávislý na jednotlivých jazycích.

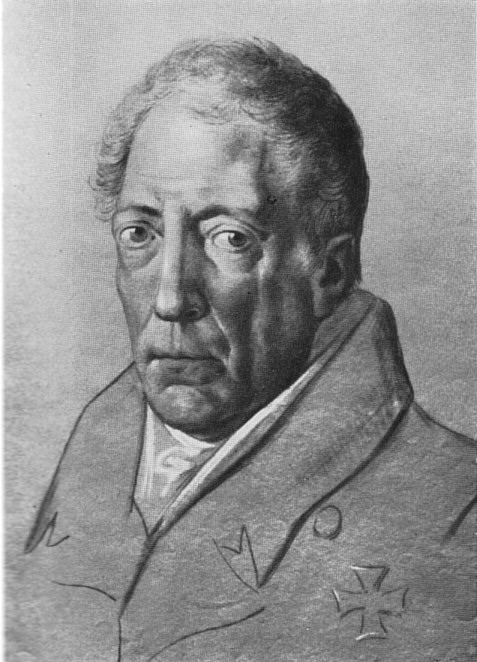
Wilhelm von Humboldt
(J. J. Schmeller, kolem 1830)

Koncem 18. století vystoupil proti této racionalistické tendenci německý filozof Johann Gottfried Herder (1744–1803) s obhajobou jedinečnosti národních jazyků, které jsou zároveň nositeli jedinečného charakteru národů. Herderovy myšlenky inspirovaly hnutí jazykového obrození ve východní a severní Evropě a také německého lingvistu a filozofa Wilhelma von Humboldt (1767–1835). Na základě rozsáhlého studia různých jazyků vyslovil Humboldt přesvědčení, že jazyk podstatně určuje naše myšlení, a to každý trochu jinak. Nicméně chceme-li vyjádřit prosté pozorování letícího černého ptáka, musíme tuto jedinou zkušenost vždy popsat několika slovy: pták, letět a černý. Protože většina výpovědí obsahuje podstatné jméno a sloveso, máme pocit, že každá činnost vyžaduje nějakého činitele a u věty „prší“ se dítě může zeptat: „Kdo prší?“ Humboldt se věnoval jak otázce obecných rysů jazyka, tak také kategorizaci jazyků.
Koncem 19. vzniká hlavně v Německu nová vlna zájmu o jazyk, tentokrát opět o jeho univerzálnost a tedy v souvislosti s logikou. Jazyk je jediný nástroj filozofa a filozofická diskuse je tedy diskusí o myšlenkách, vyjádřených jazykem, čili o výpovědích. Německý logik Gottlob Frege (1848–1925) opět oživil otázku vztahu mezi znakem, významem a zkušeností a zahájil tak hnutí, které později dostalo název „obrat k jazyku“ (anglicky Linguistic turn). Tím se budeme zabývat v další části článku.
Švýcarský lingvista Ferdinand de Saussure (1857–1913) především rozlišil mezi jazykem jako systémem či schopností („umět anglicky“) a řečí jako jeho aktuálním použitím („promluvit anglicky“). Dále ukázal, že jazyk má několik vrstev, z nichž každá tvoří ucelený systém a znak dostává význam pouze v rámci tohoto systému. Soustava hlásek, specifická pro daný jazyk, určuje také, které rozdíly mezi nimi mají a které nemají význam. Tak například japonština nerozlišuje mezi l a r, čeština – na rozdíl od polštiny a slovenštiny – mezi různými podobami hlásky l. Ze Saussurových objevů vychází strukturalismus, významný nejen v lingvistice, ale také v literární vědě, v antropologii i ve filozofii.
Otázkami rozumění textu a řeči se od 19. století zabývala filozofická hermeneutika (Schleiermacher, Wilhelm Dilthey, Martin Heidegger, Hans-Georg Gadamer), která v Heideggerově díle zaujímá zvlášť významné postavení: člověk je pro něho bytost charakterizovaná tím, že svému světu rozumí a „žije v řeči“. Je to řeč sama, která mluví, cituje Heidegger Hölderlina. Historicky vzniklé jazyky umožňují etymologickým rozborem slov také odhalit nečekané a zapomenuté souvislosti významů a každý jazyk je tedy také sedimentem tisícileté lidské zkušenosti. Heidegger uvádí příklad souvislosti německého slova „bauen“ (stavět) s „ich bin“, jsem, Jan Patočka souvislost českých slov „svět“ a „světlo“. Hermeneutické postupy dovolily propojit filozofický zájem s psychoanalýzou, vypracovat soustavnou „filozofii symbolických forem“ (Ernst Cassirer) a také „Přirozený svět“ Jana Patočky se z velké části zabývá jazykem.

## Filozofie ideálního jazyka
Pozoruhodné pravidelnosti v morfologii i syntaxi přirozených jazyků vzbudily pozornost už starověkých filozofů a gramatiků a díky Aristotelovi se staly základem logiky. Na druhé straně jsou ovšem přirozené jazyky podstatně nejednoznačné a i významy slov jsou neurčité. Myšlenka dokonale přesného a univerzálního jazyka, který by vylučoval nedorozumění a odstranil nahodilou rozmanitost jazyků vznikla, jak jsme viděli, v raném novověku. Jak Descartes, tak autoři Logiky z Port-Royal i Leibniz uvažovali o „mathesis universalis“ (univerzální vědě) matematické povahy s odpovídajícím přesným a jednoznačným jazykem.
Z poněkud jiného východiska myšlenku oživil Gottlob Frege, který chtěl všechny výpovědi třídit na ty, které mají a které nemají smysl. Pozitivní výpovědi, jež mají smysl, by pak mělo být možné roztřídit na pravdivé a nepravdivé. K tomuto účelu zavedl důležité rozlišení mezi smyslem (Sinn) a významem (Bedeutung, reference): označení Jitřenka a Večernice mají stejný význam, totiž planetu Venuši, ta je však pokaždé prezentována jinak a obě slova nelze úplně zaměnit, protože mají rozdílný smysl. Tím zahájil „lingvistický obrat“, z něhož se vyvinula mimo jiné moderní analytická filozofie.

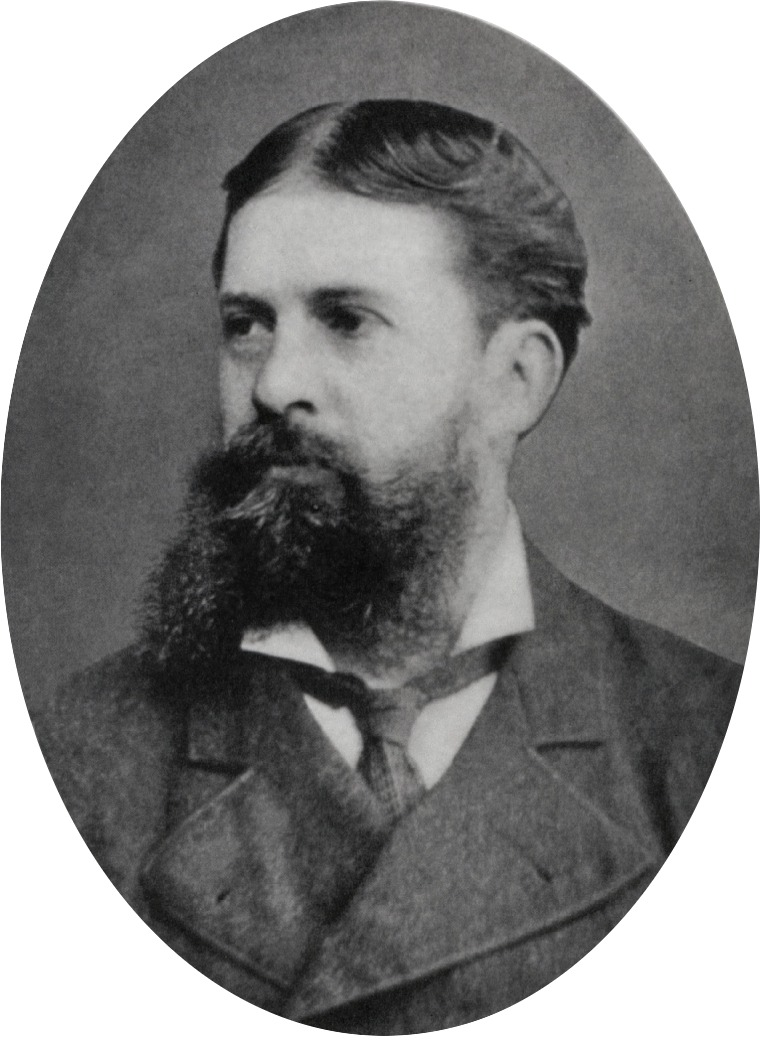
C. S. Peirce
(kolem 1870)

Jiným způsobem přistoupil k otázce vztahu mezi znakem a významem Fregův starší současník, americký filozof a zakladatel sémiotiky Charles Peirce (1839–1914). Znak se může ke svému významu vztahovat přirozeně (kouř je znakem ohně), na základě podobnosti (portrét odkazuje k člověku), anebo společenskou konvencí jako slova, čísla nebo dopravní značky. Pro tyto tři typy znaků zavedl Peirce označení index, ikon a symbol.
John Stuart Mill soudil, že jednoznačná jsou vlastní jména, Bertrand Russell však upozornil, že jediná skutečně jednoznačná označení jsou tak zvané indexikální výrazy (například „já“, „dnes“, „toto zde“), obvykle doprovázené gestem ukazování, jejichž význam je ovšem určen pouze kontextem. Představa, že význam slova je ta věc, kterou slovo míní, narazila na problém výpovědí o něčem, co neexistuje. Věta „Pegas je okřídlený kůň v řecké mytologii“ má smysl a je dokonce pravdivá, i když její referent není skutečný.
Diskuse o významu slov a vět, o kritériích smyslu a pravdivosti i o vztahu mezi jazykem a poznáním stále pokračuje zejména v anglosaské analytické filozofii, která se také díky vlivu angličtiny rozšířila i jinde po světě. Myšlenku jazykových univerzálií, společných rysů všech jazyků, nově podpořil americký lingvista Noam Chomsky tvrzením, že jednotlivé jazyky jsou sice kulturně nahodilé, navazují však na vrozenou jazykovou schopnost, pro niž Chomsky zavedl označení Language acquisition device, LAD. Chomského hypotéza poskytla možnost konfrontovat filozofické a lingvistické názory s výsledky neuropsychologie, kognitivní vědy a přímého sledování mozkových činností.

## Filozofie reálného jazyka
Nový směr dal filozofii jazyka rakouský filozof Ludwig Wittgenstein (1889–1951), který prohlásil, že význam slova je dán jeho použitím a rezignoval na další bádání v tomto směru. Ve svém pozdním díle „filozofická zkoumání“ však otevřel novou oblast zkoumání, totiž řeč jako jistý druh jednání. Lidé obvykle nemluví „do vzduchu“, nýbrž chtějí řečí něčeho dosáhnout. Wittgenstein proto zavedl pojem „jazykové hry“ a ukázal, jak se v rozhovoru střídají jednotlivé „tahy“, například tvrzení, otázky, rozkazy a podobně. Na to navazuje lingvistická pragmatika, která si všímá i významových kontextů řeči, bez nichž jí nelze rozumět. Ve zkoumání různých typů výpovědí pokračoval britský filozof John Langshaw Austin v díle „Jak udělat něco slovy“ (How to do things with words, 1962).
Významných výsledků dosahují v poslední době lingvisté, kteří pracují empiricky. Tak americký kognitivní lingvista George Lakoff na základě rozsáhlých výzkumů ukázal, že významy pojmů nevznikají definicemi, nýbrž naopak postupným rozšiřováním původně úzce specifického významu. Pojem psa si člověk tvoří tak, že nejprve pro něho znamená zcela určité, případně idealizované zvíře, s nímž se přímo setkal, a pak se přidávají další a další příbuzné zkušenosti, jimiž se původní významové pole rozšiřuje. Jen díky této pružnosti je jazyk schopen integrovat nové zkušenosti a účinně označovat i skutečnosti, s nimiž se člověk setkává úplně poprvé.
Podle německého filozofa Hanse-Georga Gadamera je jazyk charakterizován třemi podstatnými vlastnostmi:
1. Tím, jak je v běžném používání „neviditelný“, protože člověka zajímají věci a témata, k nimž řeč odkazuje, nikoli jazyk sám. Teprve když narazí na nějaký problém, může si všimnout i jazyka. Na tom jsou založeny různé slovní hříčky a paradoxy.
2. Řeč není „moje“, ale má smysl jen ve vztahu ke druhým lidem, který ovšem také umožňuje a často vytváří. Jazyk vytváří společenství „my, co spolu mluvíme“ (K. Poláček) a zároveň vylučuje ty, kdo mu nerozumějí.
3. Jazyk je nesmírně pružný a univerzální, dovede vyjádřit cokoli je třeba a v nejhorším si vypomůže metaforou. Tak naši předkové označili vodovodní „kohoutek“ nebo „paměť“ počítače. Ale co neumíme označit, o tom nemůžeme ani myslet.

| „                     | Hranice mého jazyka jsou hranice mého světa. | “ |
| — Ludwig Wittgenstein |                                              |   |